# Jörgen Raymann
Jörgen Henri Raymann (Amsterdam, 13 augustus 1966) is een Surinaams-Nederlands cabaretier/stand-upcomedian, zanger, acteur en presentator.

## Biografie
Hoewel Jörgen Raymann geboren werd in Nederland, groeide hij op in Suriname. In Nederland studeerde hij economie aan de Erasmus Universiteit Rotterdam. Hij was daar lid van de interfacultaire cabaretgroep. Na de studie ging hij terug naar Suriname. Daar runde hij een tijdje zijn eigen restaurant, waar hij per maand meerdere keren diners voor cabaretiers verzorgde.
Sinds 1999 is Raymann actief op de Nederlandse televisie. Hij presenteerde het televisieprogramma Zo:Raymann (eerder bekend als Raymann is Laat) en The Comedy Factory bij de NPS en later de NTR. Ook treedt hij op in het theater.
Sinds 2005 is Raymann ambassadeur van Unicef. In 2007 startte hij het project Verder leren dan je neus lang is, naar aanleiding van de verhoging van de leerplichtige leeftijd tot 18 jaar.
Raymann is lid van het comité van aanbeveling van de Stichting Kunstwerken Leo Glans.
In 2011 speelde hij een klein rolletje in de Engelstalige actiefilm Amsterdam Heavy.
Op 21 augustus 2012 werd hij door vredesorganisatie IKV Pax Christi benoemd tot Minister van Vrede.
In 2017 doet Jörgen Raymann mee met het programma Verborgen verleden. Uit dit programma blijkt dat hij zijn voorouders uit Europa, Afrika, Amerika en Azië stammen. Raymann stamt af van mensen uit vier continenten. Van tot slaaf gemaakte Afrikanen en van slavenhouders.
Sinds 2019 presenteert hij De Ochtend Show to go van het AD en de zeven aangesloten regionale titels van De Persgroep. In 2019 nam hij deel aan De Slimste Mens ter Wereld waarin hij 1 aflevering te zien was.
In 2021 werd hij door de Surinaamse regering onderscheiden tot ridder in de Ere-Orde van de Gele Ster.

## Werk

### Theater
- 1995: Oudejaarsconference 1995 (gespeeld in Suriname)
- 1996: Oudejaarsconference 1996 (gespeeld in Suriname)
- 1997: Tek mi fa mi de orie venetiaan (gespeeld in Suriname)
- 1997: Na so mi de (gespeeld in Suriname)
- 1997: 2 op 5400 (samen met Norman Van Geerke) (gespeeld in Suriname)
- 1998: Kotabra (de oversteek) (samen met Fra Fra Sound) (gespeeld in Suriname)
- 1998: Mi Kondre Tru
- 1999: Ay Man, ’t is Jörgen Raymann
- 2000: Even Slikken
- 2002: Slaaf of niet verslaafd
- 2004: In Holland staat mijn huis
- 2006-2007: Nummer 13866
- 2008: Familyman
- 2010: Frede
- 2015: Twee-eiig (samen met Brainpower)
- 2016: Un de ete (gespeeld in Suriname)
- 2016: Zo kan het ook
- 2017: Zo kan het ook 2.0
- 2017: Vastgoed BV
- 2018: Schudden aan die boom
- 2020: Hello, Dolly!

### Televisie
| Jaar      | Titel                                       | Rol                       | Opmerkingen |
| --------- | ------------------------------------------- | ------------------------- | --- |
| 1999      | Raymann praat laat                          | Presentator               | vanaf 1999 op de Surinaamse televisie                                                                                              |
| 1999-2006 | The Comedy Factory                          | Presentator               | |
| 2001-2010 | Raymann is Laat                             | Presentator               | |
| 2008-2009 | De avond van de smaak                       | Presentator               | Quiz onder leiding van Jörgen Raymann en topkok/smaakprofessor Pierre Wind. Twee afleveringen: een in 2008, en een vervolg in 2009 |
| 2011-2014 | zo:RAYMANN                                  | Presentator               | |
| 2011      | Wat vindt Nederland?                        | Deelnemer                 | |
| 2013      | Weet Ik Veel                                | Deelnemer                 | Quiz op RTL 4 |
| 2013      | The Passion                                 | Verteller                 | |
| 2015      | Dat ding van Tante Es                       | Tante Es                  | |
| 2015      | BAAS Raymann                                | Presentator               | |
| 2016      | Beste Kijkers                               | Vervangend teamleider     | Viel één aflevering in |
| 2016      | The Roast of Gordon                         | Roastmaster / presentator | |
| 2017      | Wat vindt Nederland?                        | Teamcaptain               | |
| 2017      | De Kleine Lettertjes                        | Presentator               | |
| 2017      | De Kist                                     | Gast                      | |
| 2018      | It Takes 2                                  | Deelnemer                 | |
| 2018      | Praat Nederlands Met Me                     | Deelnemer                 | |
| 2018      | Het zijn net mensen                         | Deelnemer                 | |
| 2019      | De Ochtend Show to go (AD.nl/ De Persgroep) | Presentator               | Ochtendprogramma op AD.nl en de zeven aangesloten regionale titels van De Persgroep.                                               |
| 2020      | De Battle                                   | Gastpanellid              | Spelshow op RTL 4 |
| 2020      | Lingo vips                                  | Deelnemer                 | Spelshow op SBS6 |
| 2021      | De Verraders                                | Deelnemer / Getrouwe      | Spelshow op RTL 4 |
| 2021      | Beat the Champions                          | Deelnemer                 | Quiz op RTL 4 |
| 2022      | Marble Mania                                | Deelnemer                 | Spelshow op SBS6 |
| 2023      | Weet Ik Veel                                | Deelnemer                 | Quiz op RTL 4 |
| 2023      | The Connection                              | Deelnemer                 | Quiz van BNNVARA |
| 2023      | Top 4000 Muziekquiz                         | Deelnemer                 | Quiz op SBS6 |
| 2024      | Wat een dag!                                | Deelnemer                 | Quiz op RTL 4 |
| 2025      | LOL: Last One Laughing                      | Deelnemer/Winnaar         | Spelshow van Prime Video |
| 2025      | The Floor VIPS                              | Deelnemer                 | Quiz op RTL 4 |
| 2025      | That's My Jam                               | Deelnemer                 | Spelshow van Omroep ZWART |

### Radio
- Ask Me Anything (vanaf 2016) bij BNR Nieuwsradio
- De Raymannetjes (vanaf 2020) bij Easy FM 95.5

### Films
- Erik of het klein insectenboek, (2004), als hommel
- Amsterdam Heavy (2011), als Dr. Sunil
- Heksen bestaan niet (2014), als vader van Katie
- Bon Bini Holland (2015), als priester
- Tuintje in mijn hart (2017), als oude indiaan

### Nasynchronisatie
- Cars (2006), als Ramone (stem)
- Takel en het spooklicht (2006), als Ramone (stem)
- Kung Fu Panda (2008), als Master Monkey (stem)
- Kung Fu Panda 2 (2011), als Master Monkey (stem)
- Cars 2 (2011), als Ramone (stem)
- Heksen bestaan niet (2014), als vader van Katie
- Bon Bini Holland (2015), als priester
- Kung Fu Panda 3 (2016), als Master Monkey (stem)
- The Angry Birds Movie (2016), als Judge Peckinpah (stem)
- Cars 3 (2017), Ramone (stem)
- De Lego Ninjago Film (2017), als de leraar Sensei Wu (stem)
- Teenage Mutant Ninja Turtles: Mutant Mayhem (2023), als Baxter Stockman (stem)

### Boeken
- Mama mama, kijk buurvrouw : Jörgen Raymann's alter ego Esselien van Doornengat (2001)
- Het beste van Raymann : 45 columns (2006)
- De tweede Raymann : 51 columns (2007)
- De derde Raymann : Nederland door de ogen van de vrolijkste columnist : 69 columns (2009)
- Raymann zoekt raad (2017) ISBN 978-9048837151